# Fire in the Hole
Fire in the Hole – piąty album studyjny amerykańskiej grupy hip-hopowej Brand Nubian, wydany 10 sierpnia 2004 roku nakładem wytwórni Babygrande Records. Wydawnictwo zadebiutowało na 57. miejscu notowania Top R&B/Hip-Hop Albums.
Wydawnictwo zostało w większości wyprodukowane przez Lorda Jamara oraz innych członków grupy tj. Sadat X'a, Grand Pubę oraz DJ-a Alamo. Fire in the Hole było pierwszym albumem zespołu wydanym po ponad 6-letniej przerwie.

## Lista utworów
| Nr  | Tytuł utworu                                 | Producent              | Długość |
| --- | -------------------------------------------- | ---------------------- | ------- |
| 1.  | „You Wanna Be A Star? (It's Brand Nu Baby!)” | Lord Jamar             | 4:13    |
| 2.  | „Young Son”                                  | Lord Jamar             | 4:31    |
| 3.  | „You Are Now?” (gośc. Starr)                 | Lord Jamar, Sadat X    | 4:18    |
| 4.  | „Just Don't Learn”                           | Lord Jamar, DJ Alamo   | 5:14    |
| 5.  | „Still Livin' In The Ghetto” (gośc. Starr)   | Lord Jamar             | 5:44    |
| 6.  | „Momma”                                      | DJ Alamo               | 5:06    |
| 7.  | „Got A Knot”                                 | Grand Puba             | 4:27    |
| 8.  | „Coming Years”                               | Lord Jamar             | 4:19    |
| 9.  | „Whatever Happened...?”                      | Lord Jamar             | 4:06    |
| 10. | „Always Mine”                                | Lord Jamar             | 4:03    |
| 11. | „Ooh Child” (gośc. Aisha Mike)               | Lord Jamar, Grand Puba | 4:46    |
| 12. | „Soldier's Story”                            | Lord Jamar             | 5:38    |
|     |                                              |                        | 56:25   |

## Użyte sample
Opracowano na podstawie źródła. 
- Young Son
  - "The Hurt" w wykonaniu Cat Stevens
- Where Are You Now?
  - "Wishful Thinking" w wykonaniu Black Ivory
- Just Don't Learn
  - "What's Your Name" w wykonaniu The Moments
- Momma
  - "What a Wonderful Thing Love Is" w wykonaniu Al Greena
- Coming Years
  - "Child of Tomorrow" w wykonaniu Barbary Mason
- Always Mine
  - "You'll Always Be Mine" w wykonaniu The Impressions
- Ooh Child
  - "O-o-h Child" w wykonaniu Five Stairsteps

## Notowania
| Rok  | Album            | Notowanie              |
| Rok  | Album            | Top R&B/Hip-Hop Albums |
| ---- | ---------------- | ---------------------- |
| 2004 | Fire in the Hole | 57                     |